# UBC Botanical Garden

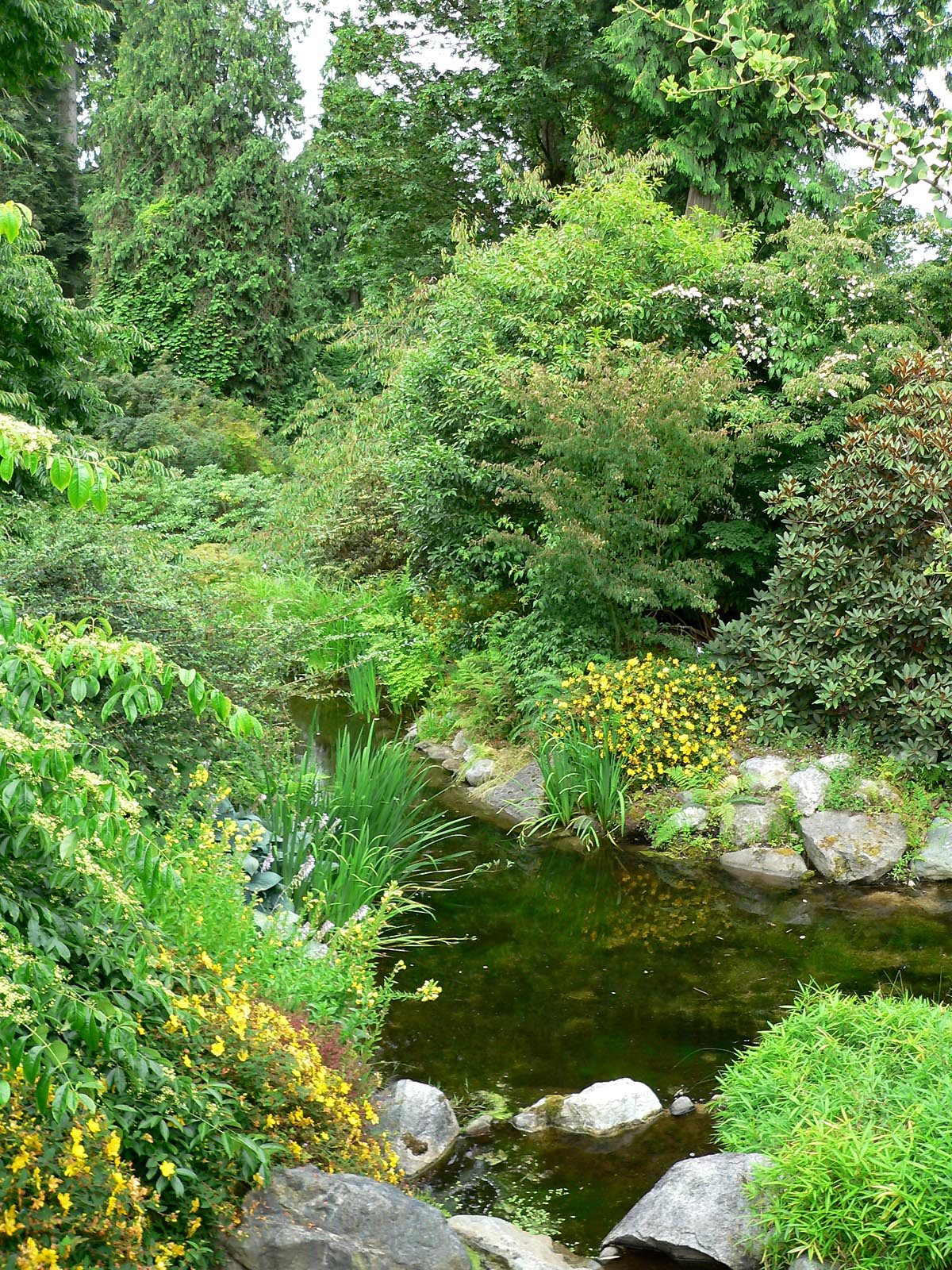
UBC Botanical Garden

Der UBC Botanical Garden ist ein botanischer Garten auf dem Gelände der University of British Columbia in den University Endowment Lands, einem gemeindefreien Gebiet unmittelbar westlich der kanadischen Stadt Vancouver. Er ist der älteste universitäre botanische Garten des Landes, ist 44 Hektar groß und zählt über 8.000 verschiedene Pflanzenarten.
Die Einrichtung ist in mehrere Gärten gegliedert; einen Alpengarten, einen asiatischen Garten, einen Früchtegarten, einen Garten mit einheimischen Pflanzen, einen Garten mit Heilpflanzen und ein Arboretum.
Gegründet wurde der Garten im Jahr 1916, als der Botaniker John Davidson seine seit 1912 bestehende Pflanzensammlung auf das Universitätsgelände verlegte. Seit 1968 befindet sich der botanische Garten an seinem heutigen zentralen Standort; zuvor wuchsen die Pflanzen an mehreren, über den gesamten Campus verstreuten Stellen. Im Jahr 2002 erfolgte die Eröffnung des Zentrums für Pflanzenforschung (Centre for Plant Research).
Der UBC Botanical Garden verwaltet auch den Nitobe Memorial Garden, der sich ebenfalls auf dem Universitätsgelände befindet, aber räumlich getrennt ist.